# Neopalpa donaldtrumpi
Neopalpa donaldtrumpi é uma espécie de mariposa pertencente ao gênero Neopalpa que pode ser encontrada no Sul da Califórnia e no Norte do México. Foi descrita em 2017 pelo cientista canadense Vazrick Nazari. Ele escolheu este nome para a espécie porque a superfície da cabeça da traça assemelha-se ao penteado de Donald Trump, 45º presidente dos Estados Unidos.

## Distribuição
Embora o N. neonata, intimamente relacionado com a espécie, seja encontrado em grande parte da Califórnia, Baixa Califórnia e noroeste do México, os espécimes de N. donaldtrumpi até agora só foram encontrados na metade norte dos condados de Baixa Califórnia, Riverside e Imperial no Sul da Califórnia.

## Biologia
Neopalpa donaldtrumpi pertence à família Gelechiidae (mariposas), conhecidas por sua propensão a girar em círculos nas folhas. A traça parece ser distribuída uniformemente ao longo do ano, mas sua planta hospedeira e vida não são conhecidas. Seu habitat é ameaçado pela urbanização.